# Эбонго, Генриетта Экве
Генриетта Экве Эбонго (род. 25 декабря 1949, Амбам, Южный регион) — камерунская журналистка, издательница и политический деятель. В 2011 году она была награждена Международной женской премией за отвагу.
Эбонго выступает за свободу прессы, гендерное равенство, права человека и эффективное управление. Она принимала активное участие в борьбе против диктатуры в 1980-х годах, а также в современной кампании против коррупции в правительстве, гендерной дискриминации и нарушений прав человека. За это время она подверглась репрессиям, пыткам и привлечению к военному суду.
Она издательница независимой еженедельной газеты Babela и основательница камерунского отделения Transparency International, антикоррупционной неправительственной организации.